# 環遊世界

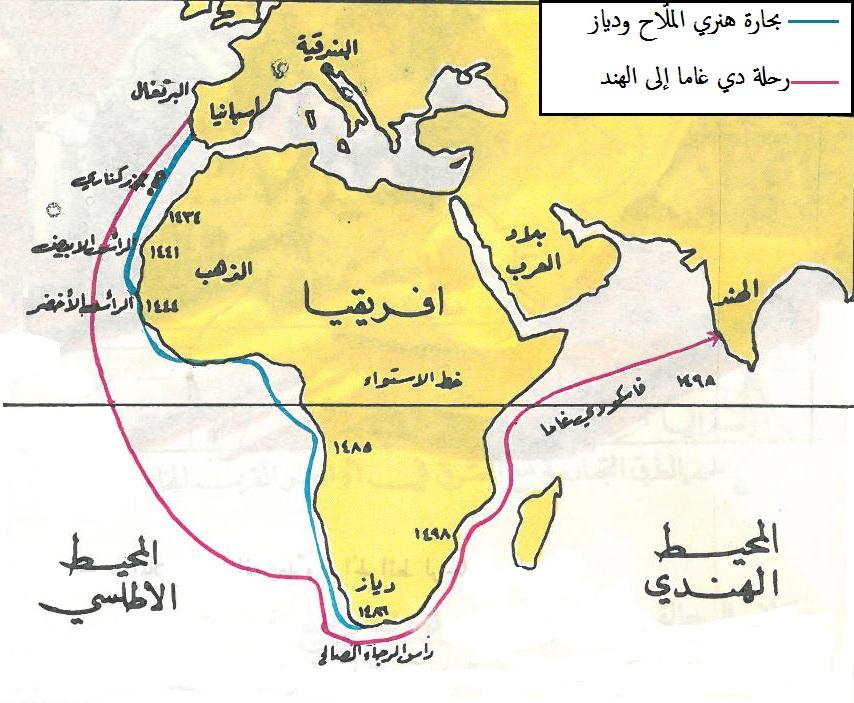
這是一個環遊非洲的例子

環遊世界通常是指透過旅行的方式環繞地球，歷史上第一次成功環繞世界的紀錄是1519年由探險家斐迪南·麥哲倫自西班牙展開的航海行動，他在經過太平洋和印度洋之後最終於1522年返回大西洋。